# Jóás izraeli király
Jóás az Izraeli Királyság uralkodója a Kr. e. 8. században mintegy 16 évig. 
A Biblia szerint – bár istentelen életet élt – Elizeus prófétával szemben kedvesen viselkedett.
Királysága alatt az ország megerősödött. III. Benhadad arám királlyal és Amásia júdai királlyal is sikeres háborúkat vívott. Jeruzsálem városfalainak egy részét lerombolta és a templom és a királyi palota kincseit magával vitte Szamáriába.

## Fordítás
- Ez a szócikk részben vagy egészben  a   Jehoash of Israel című angol Wikipédia-szócikk fordításán alapul.  Az eredeti cikk szerkesztőit annak laptörténete sorolja fel. Ez a jelzés csupán a megfogalmazás eredetét és a szerzői jogokat jelzi, nem szolgál a cikkben szereplő információk forrásmegjelöléseként.